# Esthemopsis sericina
Esthemopsis sericina är en fjärilsart som beskrevs av Bates 1867. Esthemopsis sericina ingår i släktet Esthemopsis och familjen Riodinidae. Inga underarter finns listade i Catalogue of Life.

## Bildgalleri

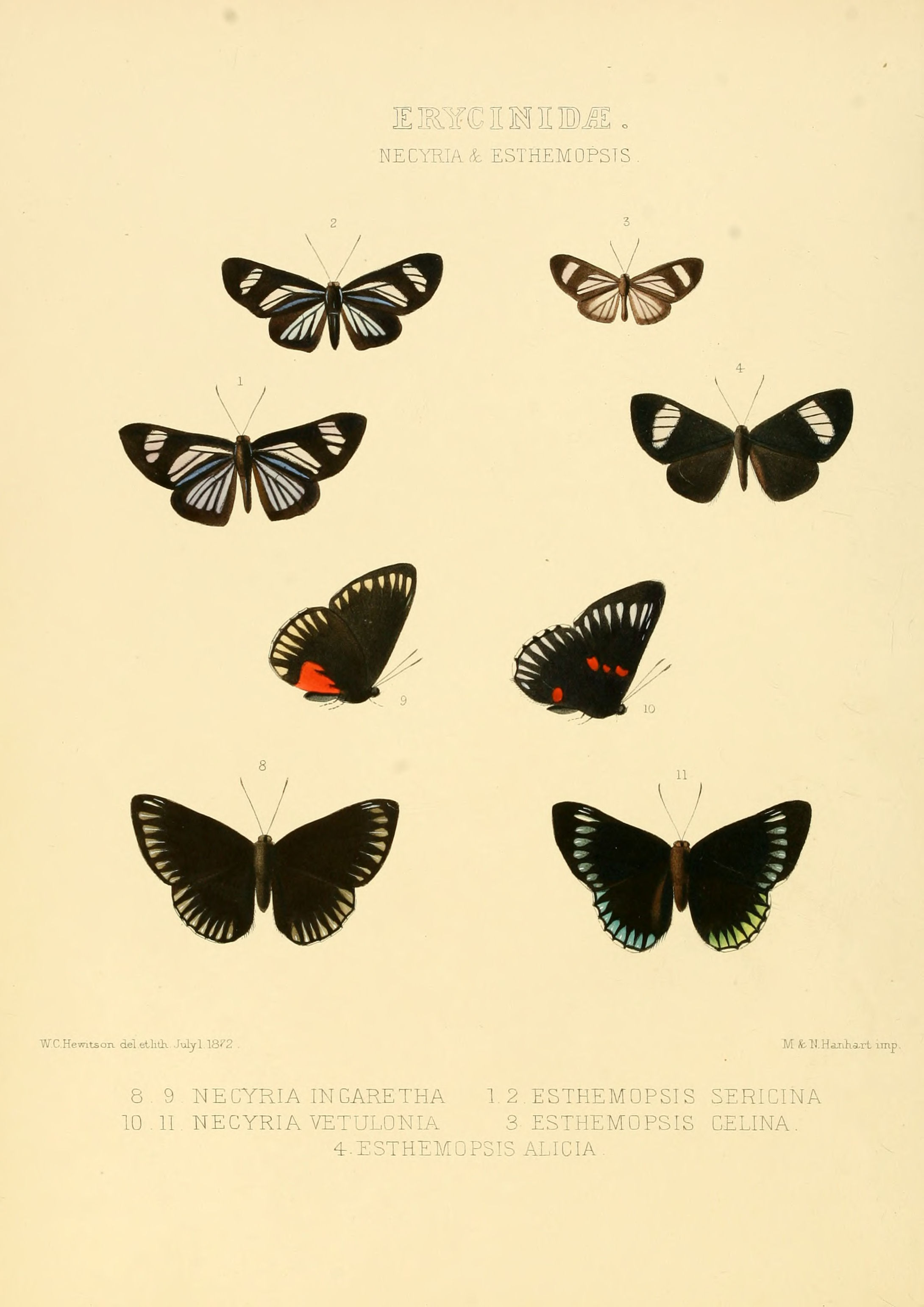